# Pelexia decora
Pelexia decora är en orkidéart som först beskrevs av Leslie Andrew Garay, och fick sitt nu gällande namn av Leslie Andrew Garay. Pelexia decora ingår i släktet Pelexia och familjen orkidéer. Inga underarter finns listade i Catalogue of Life.